# Letepsammia fissilis
Letepsammia fissilis is een rifkoralensoort uit de familie van de Micrabaciidae. De wetenschappelijke naam van de soort is voor het eerst geldig gepubliceerd in 1995 door Cairns.